# 復聖奉祀官
復聖奉祀官是一個官名，為儒家的代表人物之一颜子的嫡系後裔的世襲官稱。民國3年（1914年），依北洋政府《崇聖典例》，將颜子後裔76代颜景堉由原世襲翰林院五經博士，改封奉祀官，民國24年（1935年）改稱復聖奉祀官。

## 歷任復聖奉祀官
- 第1任  第76代  颜景堉，字养斋，号云峰道人。清光绪十三年（1887年）承袭翰林院五经博士，主奉祀事。民國3年（1914年）改授复圣颜子奉祀官，主祀事。民國7年（1918年）逝世，復聖奉祀官由长子颜世镛继任。
- 第2任  第77代  颜世镛，字冠声，号正宣，民國7年（1918年）承袭颜子奉祀官，主奉祀事。民國24年（1935年）由国民政府再次颁布，袭复圣奉祀官。6月在南京举行就职典礼。民國38年（1949年）留在中国大陆。担任山东省文史馆聘为研究员，当选为曲阜县第二届政协委员，三届、四届政协常务委员，1975年病逝。

## 参看
- 颜子
- 儒家
- 颜子家族大宗世系图
- 至聖奉祀官
- 亞聖奉祀官
- 宗聖奉祀官
- 述聖奉祀官